# プレイグニッション
火花点火内燃機関における過早着火（かそうちゃっか）またはプレイグニッション（英: Pre-ignition, preignition）は、エンジンのノッキングとは厳密に言えば異なる現象であり、火花プラグが点火する前にシリンダー内の空気と燃料の混合気が着火する現象を指す。
火花点火エンジンのシリンダ内の正常燃焼は、火炎が熱伝達あるいは拡散により、順次隣の分子へ伝わる。すなわち温度波により伝播する場合で、火炎が毎秒数mないし数十mの速度で伝播して、全部の混合気が燃焼する。しかし正常な火炎伝播が終わる前に末端の混合気が圧縮点火することがあり、これがノッキングである。また燃焼室の一部が高温となり、この部分で混合気が加熱されて自然発火すれば表面点となり、その点火の時期が火花の点火時期より早ければ過早点火となることをプレイグニションという。プレイグニションの原因は、主として点火プラグ中心電極の子部であり、点火プラグの熱価が低すぎたり、点火時期が進み過ぎていると中高速の高負荷で発生しやすい。プレイグニションは点火時期を過度に進めたと同じ状態となり、発生シリンダでは出力が激減したり逆転力が働く場合もあるため、トルク変動や出力の低下を招く。さらに燃焼室各部の熱負荷も急増するため、ピストンの焼付きやプラグ電極の溶損などを引き起こす。このような高速高負荷におけるプレイグニションは、適正な点火時期で点火プラグの熱価を選択することにより発生を防ぐことができる。
| スタブアイコン | サブスタブ | この項目は、まだ閲覧者の調べものの参照としては役立たない、工学・技術に関連した書きかけの項目です。この項目を加筆・訂正などしてくださる協力者を求めています。 |